# Teleservice
Teleservice ist der Datenaustausch mit entfernt stehenden technischen Anlagen (Maschinen, Produktionsanlagen, Computern und ähnlichen) zum Zweck der Fehlererkennung, Diagnose, Wartung, Datenanalyse oder Optimierung. Die Verbindung zwischen dem Benutzer und der Anlage kann durch folgende Kommunikationsmedien erfolgen:
- Analoges Telefonnetz
- ISDN
- Mobilfunknetz
- Internet

Teleservice kann sowohl durch das Bedienpersonal genutzt werden, um zum Beispiel Fehlermeldungen beim sogenannten „mannlosen Betrieb“, bei dem kein Bediener vor der Anlage steht, aufs Handy zu erhalten. Aber auch Anbieter von Investitionsgütern nutzen Teleservice in zunehmendem Maße, um schnell Service vor Ort zu leisten. In vielen Fällen ist es dann nicht nötig, Servicetechniker zur Maschine zu schicken. Viele Investitionsgüterhersteller verkaufen ihre Produkte weltweit und können mit Hilfe von Teleservice ihr Serviceniveau deutlich erhöhen.
Hierbei sind allerdings genaue Absprachen nötig, um Haftungsprobleme auszuschließen. Der entfernt sitzende Servicetechniker darf zum Beispiel die Maschine im Allgemeinen nicht fernsteuern, um Gefährdungen der Vor-Ort-Bediener auszuschalten.
Voraussetzung für einen reibungslosen Teleservice ist ein ununterbrochener Datentransfer zwischen der Anlage und dem Servicetechniker. Hierzu dient ein Modem, das an die Steuerung der Anlage angeschlossen ist und Signale über eine feste Telefonleitung oder über Mobilfunk sendet oder die Anlage ist in ein Netzwerk eingebunden, das Verbindung mit dem Internet hat.

## GSM
Die Bedeutung von Teleservice ist im Bereich GSM definiert als Dienste, die ein GSM-Netzbetreiber seinen Kunden zur Verfügung stellt. Teleservices werden innerhalb des Netzes durch ihre Nummern identifiziert. Ein Teleservice benötigt einen Bearer Service (Trägerdienst) für die Übertragung seiner Informationen. Folgende Teleservices sind in GSM definiert:
| Kategorie              | Teleservice | Bemerkung                |
| ---------------------- | ----------- | ------------------------ |
| Sprache                | 11          | normale Anrufe           |
| Sprache                | 12          | Notrufe                  |
| Short Message Services | 21          | SMS (MT/PP) (eingehend)  |
| Short Message Services | 22          | SMS (MO/PP) (ausgehend)  |
| Short Message Services | 23          | Cell Broadcast (CB)      |
| Data                   | 31          | MHS Zugriff              |
| Videotext              | 41..43      | Videotext Profile 1..3   |
| Text                   | 51          | Teletext                 |
| Fax                    | 61          | Sprache + Fax / Gruppe 3 |
| Fax                    | 62          | Fax/Gruppe 3             |

Teleservice nach Empfehlung GSM 02.03